# Compassion in World Farming
Compassion in World Farming (CIWF) è la maggiore organizzazione internazionale senza scopo di lucro per il benessere e protezione degli animali da allevamento.
 
Lo scopo è porre fine all'allevamento intensivo e promuovere pratiche di allevamento rispettose del benessere degli animali, dell'ambiente e delle persone. L'approccio adottato è multidisciplinare e mette in evidenza i legami esistenti tra benessere animale, salute pubblica, sicurezza alimentare e problematiche ambientali, proponendo soluzioni alternative all'allevamento intensivo.

## Storia
Compassion in World Farming è stata fondata nel 1967 da Peter Roberts, un allevatore inglese di vacche da latte, che scelse di opporsi alla crescente intensificazione dei metodi di allevamento ed all'impatto negativo che ne conseguiva sul benessere degli animali.
Dopo avere studiato agraria, negli anni '50, comprò un'azienda agricola in cui coltivava mais e allevava vacche da latte. Tale attività durò per un breve periodo, perché presto la sofferenza degli animali negli allevamenti intensivi lo sconvolse a tal punto che iniziò a scrivere lettere ai giornali, protestando contro l'allevamento in gabbia di vitelli, galline e scrofe. Vedendo che nulla cambiava e che le altre organizzazioni di protezione animale non facevano abbastanza, decise di creare insieme alla moglie Anna una fondazione, che diede poi vita a Compassion in World Farming.
Chiuse l'azienda agricola nel 1967 e dedicò tutta la sua vita a sviluppare le attività di Compassion in World Farming, da cui non prese mai lo stipendio.
Sotto la guida di Peter, le campagne di CIWF portarono ad alcuni fondamentali cambiamenti legislativi, come il divieto, nel 1990, di tenere i vitelli legati alla catena in box singoli (divieto entrato in vigore prima nel Regno Unito e passato poi anche a livello europeo) ed il riconoscimento degli animali come esseri senzienti nel Trattato di Lisbona.
Nel 1992, per i meriti di una vita dedicata alla protezione animale, Peter fu insignito del titolo MBE (Member of the Most Excellent Order of the British Empire).
Morì nel 2006.

## Campagne
Le campagne di CIWF hanno contribuito all'evoluzione della legislazione europea a tutela degli animali da allevamento con, in particolare:
- Riconoscimento degli animali da allevamento come esseri senzienti a partire dal 1997
- Fine delle sovvenzioni all'esportazione di animali vivi verso il Medio Oriente nel 2005
- Miglioramento delle condizioni di vita per i vitelli a carne bianca a partire dal 2007
- Fine delle gabbie di batteria convenzionali per le galline ovaiole a partire dal 2012
- Uso ristretto delle gabbie di gestazione per le scrofe a partire dal 2013

Inoltre, grazie al suo lavoro con le aziende del settore alimentare  di tutto il mondo, milioni e milioni di animali da allevamento ogni anno hanno una vita migliore.

## Settore alimentare e la collaborazione con le aziende
Attraverso i Premi Benessere Animale, CIWF offre un riconoscimento ad aziende e multinazionali del settore alimentare europeo che, tramite politiche di produzione ed approvvigionamento, hanno un impatto positivo sul benessere degli animali da allevamento.
Tutto ha avuto inizio nel 2007, con il lancio dei Premi Good Egg per offrire un riconoscimento alle aziende che hanno scelto di utilizzare solo uova di galline non allevate in gabbia. Da allora, ai Premi Good Egg si sono aggiunti i Premi Good Chicken, Good Milk e Good Pig, nonché i Premi Supermercati. Tra i vincitori dei premi di CIWF vi sono aziende del calibro di Coop Italia, Barilla, Ikea, Amadori, Mulino Bianco, Autogrill e molte altre.

## Sedi
CIWF ha la propria sede centrale nel Regno Unito e possiede uffici in Italia, Francia, Paesi Bassi, Polonia e Stati Uniti. È presente, inoltre, con propri rappresentanti in Repubblica Ceca, Cina e Sudafrica.

## Video
- Video inchiesta sugli allevamenti intensivi di suini in Italia, su youtube.com.
- Trasporti di animali  vivi verso paesi fuori dall'UE, su youtube.com.
- Il lato oscuro dell'impero della soia, su youtube.com.
- Premi Benessere Animale, su youtube.com.